# HD 4772
HD 4772，又名CD-24 347，SAO 166608、HR 232，是一颗恒星，视星等为6.28，位于銀經116.39，銀緯-86.21，其B1900.0坐标为赤經0h 44m 38s，赤緯-23° -86.21′ 25″。